# Detroit Pistons 1974-1975
La stagione 1974-75 dei Detroit Pistons fu la 26ª nella NBA per la franchigia.
I Detroit Pistons arrivarono terzi nella Midwest Division della Western Conference con un record di 40-42. Nei play-off persero al primo turno con i Seattle SuperSonics (2-1).

## Roster
| N° | Naz.                   | Ruolo | Sportivo       | Anno | Alt. | Peso |
| -- | ---------------------- | ----- | -------------- | ---- | ---- | ---- |
| 8  | Stati Uniti (bandiera) | A     | Willie Norwood | 1947 | 201  | 100  |
| 10 | Stati Uniti (bandiera) | A     | Don Adams      | 1947 | 198  | 95   |
| 14 | Stati Uniti (bandiera) | G     | Eric Money     | 1955 | 183  | 77   |
| 15 | Stati Uniti (bandiera) | G     | John Mengelt   | 1949 | 188  | 88   |
| 16 | Stati Uniti (bandiera) | C     | Bob Lanier     | 1948 | 211  | 113  |
| 18 | Stati Uniti (bandiera) | A     | Curtis Rowe    | 1949 | 201  | 102  |
| 20 | Stati Uniti (bandiera) | AC    | Jim Davis      | 1941 | 206  | 102  |
| 21 | Stati Uniti (bandiera) | G     | Dave Bing      | 1943 | 191  | 82   |
| 26 | Stati Uniti (bandiera) | G     | Bill Ligon     | 1952 | 193  | 82   |
| 31 | Stati Uniti (bandiera) | AC    | George Trapp   | 1948 | 203  | 93   |
| 42 | Stati Uniti (bandiera) | GA    | Chris Ford     | 1949 | 196  | 86   |
| 43 | Stati Uniti (bandiera) | AC    | Otto Moore     | 1946 | 211  | 93   |
| 44 | Stati Uniti (bandiera) | A     | Al Eberhard    | 1952 | 198  | 102  |
| 54 | Stati Uniti (bandiera) | AC    | Howard Porter  | 1948 | 203  | 100  |

## Staff tecnico
- Allenatore: Ray Scott